# 1776
1776 (MDCCLXXVI) a fost un an bisect al calendarului gregorian, care a început într-o zi de duminică.

## Evenimente
- 4 iulie: a fost ratificată Declarația de independență a Statelor Unite ale Americii, document redactat de Thomas Jefferson. Cele 13 colonii britanice nord-americane își declarau independența față de Marea Britanie. Congresul a mobilizat o armată de voluntari condusă de generalul George Washington.

### Nedatate
- 1776-1777: Bătăliile de la Trenton și Princeton. Operațiuni militare câștigate de Armata Continentală în Revoluția Americană.

## Arte, știință, literatură și filozofie
- Bolșoi Teatr. Complex teatral din Moscova, Rusia.

## Nașteri
- 24 ianuarie: Ernst Theodor Amadeus Hoffmann, scriitor, compozitor și pictor romantic german (d. 1822)
- 10 martie: Louise de Mecklenburg-Strelitz, soția regelui Frederic Wilhelm al III-lea al Prusiei (d. 1810)
- 1 aprilie: Sophie Germain, matematiciană, fiziciană și filosofă franceză (d. 1831)
- 11 iunie: John Constable, pictor peisagist englez (d. 1837)
- 9 august: Amedeo Avogadro, fizician italian (d. 1856)

## Decese
- 2 august: Louis François, Prinț Conti (n. Louis François de Bourbon), 58 ani (n. 1717)
- 25 august: David Hume, 65 ani, filosof, istoric și economist scoțian (n. 1711)